# Tutzing
Tutzing é um município da Alemanha, no distrito de Starnberg, na região administrativa de Oberbayern , estado de Baviera.